# Pleurothyrium roberto-andinoi
Pleurothyrium roberto-andinoi là một loài thực vật thuộc họ Lauraceae. Đây là loài đặc hữu của Honduras.